# Choisey
Choisey település Franciaországban, Jura megyében. Lakosainak száma 1002 fő (2022. január 1.). Choisey Crissey, Damparis, Dole, Foucherans és Gevry községekkel határos.

## Népesség
A település népességének változása:
| Lakosok száma | 747  | 877  | 887  | 1015 | 1064 | 1062 | 1050 | 1023 | 1014 | 1002 |
|               | 1968 | 1982 | 1990 | 2006 | 2013 | 2015 | 2017 | 2019 | 2020 | 2022 |